# Marie Askehave
Marie Askehave (née le 21 novembre 1973 à Nibe) est une actrice et chanteuse danoise.

## Biographie
Marie Askehave est une actrice et chanteuse danoise. 
Née le 21 novembre 1973 à Nibe, elle est diplômée de la Statens Teaterskole en 2003. 
Elle se marie le 8 juillet 2006 avec l'acteur, cascadeur et conteur de livre audio danois David Owe. Le couple a deux filles.
Askehave a joué dans de multiples productions télévisuelles et cinématographiques et est notamment connue pour avoir tenu le rôle de Rie Skovgaard, conseillère de l'homme politique Troels Hartmann, dans la série télévisée danoise The Killing.
En mars 2007, elle sort son premier album de musique avec le titre Detour.
Askehave est membre du Parti populaire socialiste du Danemark.

## Filmographie

### Cinéma
- 2003 : The Woman
- 2003 : Skattejagten
- 2004 : Tvilling
- 2006 : Rene Hjerter
- 2007 : Hjemve

### Télévision
- 2007 : The Killing (série télévisée)
- 2011 : Traque en série (série télévisée)
- 2012 : Borgen, une femme au pouvoir (série télévisée)
- 2018 : Dos au mur (Bedrag III série télévisée)
- 2018 : Versailles (série télévisée) : Delphine, la Duchesse d’Angers

## Discographie
- 2007 : Detour